# Dzielnica III Prądnik Czerwony

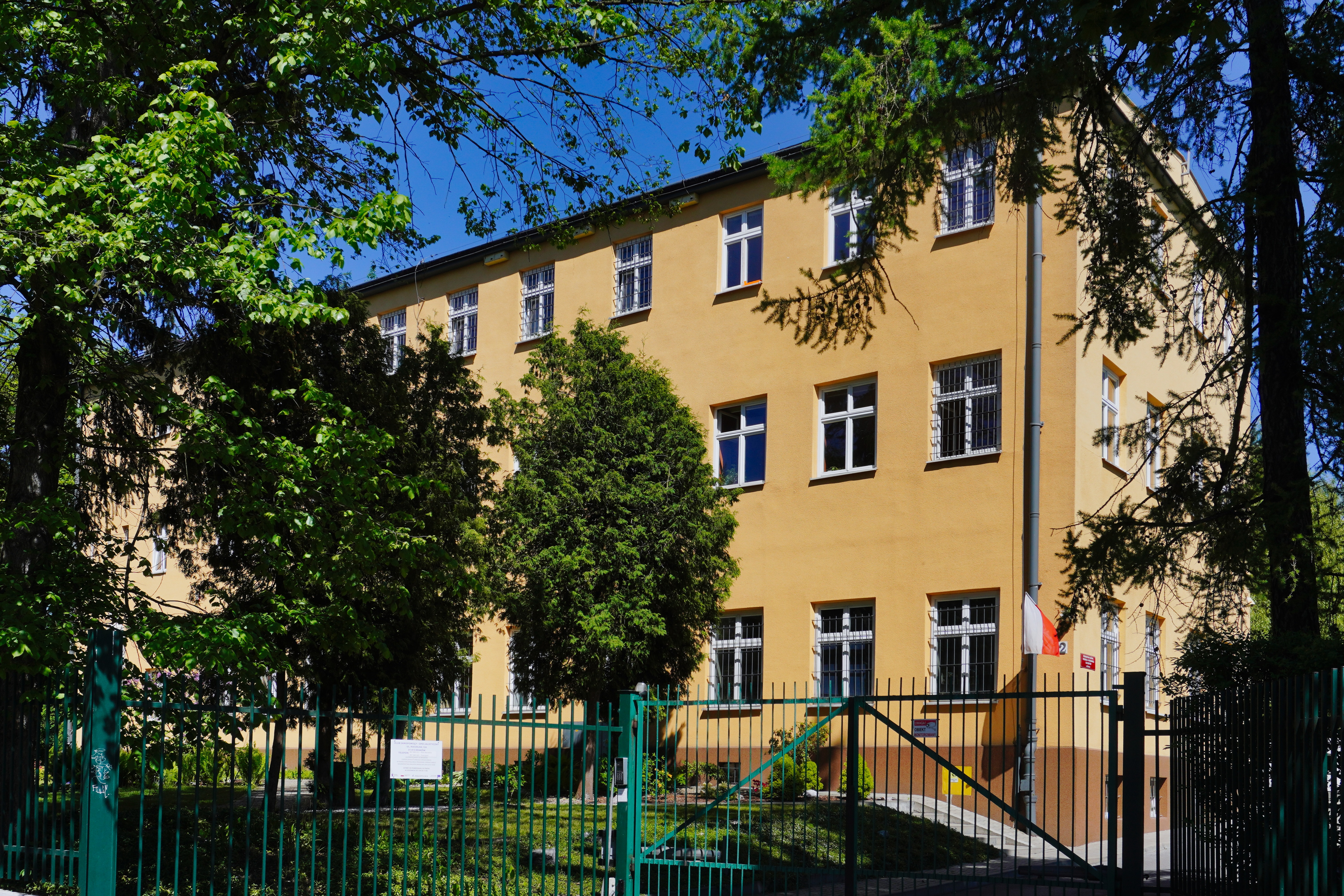
Siedziba Rady Dzielnicy III Prądnik Czerwony w Krakowie przy ul. Naczelnej 12

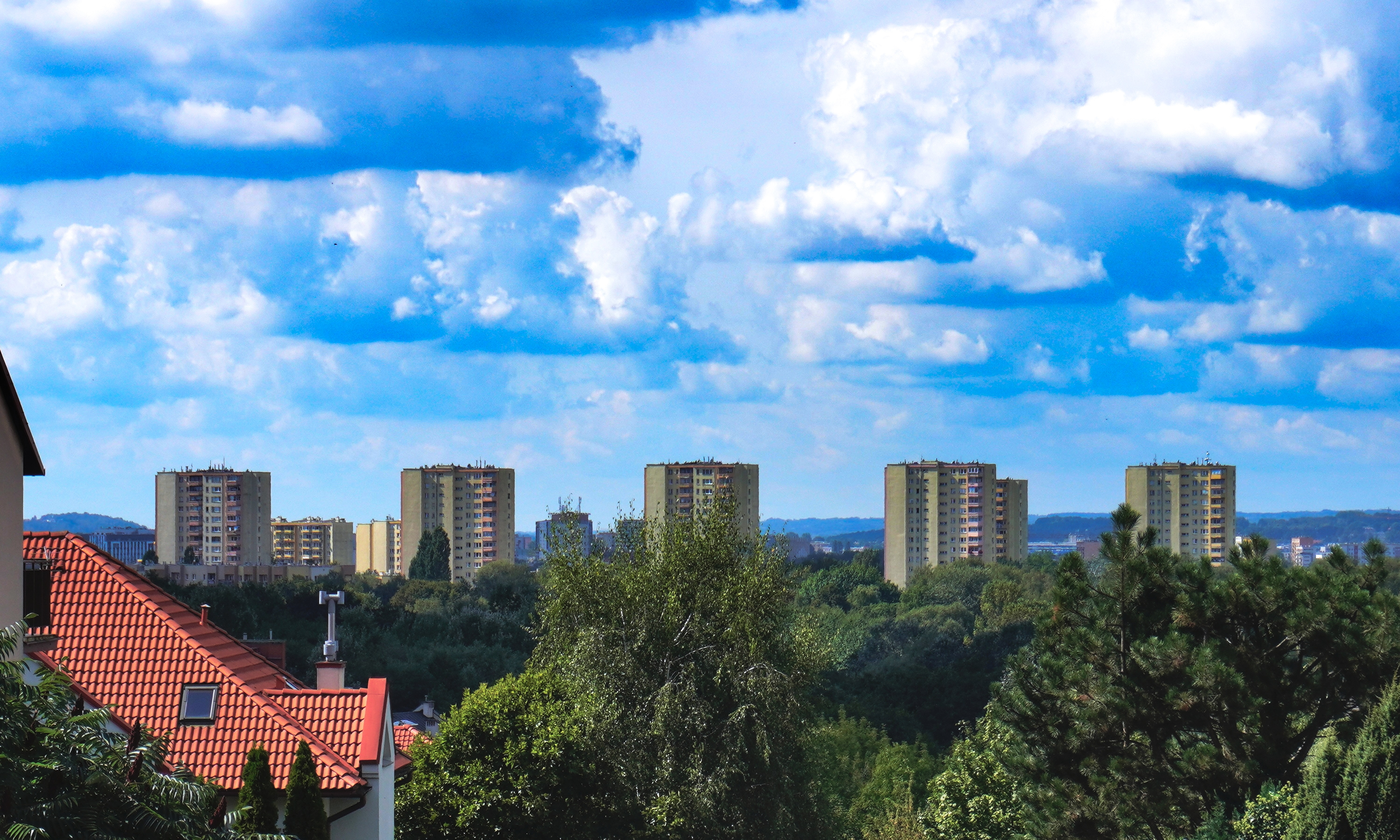
Osiedle Prądnik Czerwony – widok z Mistrzejowic

Dzielnica III Prądnik Czerwony – dzielnica, jednostka pomocnicza gminy miejskiej Kraków. Do 1991 roku wchodziła w skład dzielnicy Śródmieście. Przewodniczącym Rady i Zarządu Dzielnicy III w IX kadencji 2023–2028 jest:
-  Piotr Moskała (grudzień 2023 - czerwiec 2024)
- Marcin Smolski (od czerwca 2024)

## Rada i Zarząd Dzielnicy
Rada Dzielnicy III Prądnik Czerwony składa się z 21 członków, wybieranych w wyborach powszechnych.

### Członkowie Rady
Wybory do Rady Dzielnicy III Prądnik Czerwony z dnia 10 grudnia 2023 r. wyłoniły następujących członków Rady:
1. Anna Bałdyga
2. Marcin Borek
3. Mateusz Drożdż
4. Małgorzata Janiec
5. Maciej Kalemba
6. Filip Ślęczek (do 27 listopada 2024 Franciszek Kasznik)Zmarł Franciszek Kasznik
7. Anna Krawczyk-Gorbatiuk
8. Maria Kurek
9. Piotr Majak
10. Piotr Moskała
11. Joanna Pierzchała-Cempura
12. Małgorzata Radoń
13. Elżbieta Sieja
14. Stanisław Skrzyński
15. Marcin Smolski
16. Karol Ślęczek
17. Rafał Terkalski
18. Anna Wantuch
19. Jacek Wojs
20. Paweł Wójcik
21. Henryk Wypych

### Zarząd[5]
1. Marcin Smolski– Przewodniczący Zarządu
2. Maciej Kalemba– Zastępca przewodniczącego
3. Joanna Pierzchała-Cempura– Członkini Zarządu
4. Mateusz Drożdż – Członek Zarządu
5. Piotr Majak – Członek Zarządu

### Siedziba
Siedziba Rady i Zarządu Dzielnicy III Prądnik Czerwony znajduje się przy ul. Naczelnej 12.

## Demografia
| Rok  | Stan na koniec roku | Uwagi              |
| ---- | ------------------- | ------------------ |
| 2004 | 47.716              |                    |
| 2005 | 47.584              |                    |
| 2006 | 47.347              |                    |
| 2007 | 48.654              |                    |
| 2008 | b/d                 |                    |
| 2009 | 46.587              |                    |
| 2010 | b/d                 |                    |
| 2011 | 46.509              |                    |
| 2012 | 46.379              | stan na 21.02.2012 |
| 2013 | 46.348              | stan na 14.05.2013 |
| 2013 | 46.321              |                    |
| 2014 | 47.775              |                    |
| 2015 | 47.489              |                    |
| 2016 | 47.100              |                    |
| 2018 | 46.747              | stan na 06.01.2018 |
| 2018 | 46.627              |                    |
| 2019 | 46.599              |                    |
| 2020 | 46.400              |                    |
| 2021 | 46.104              |                    |
| 2022 | 45.449              |                    |
| 2023 | 45.103              |                    |

## Osiedla i zwyczajowe jednostki urbanistyczne
- Akacjowa
- Olsza
- Olsza II
- Prądnik Czerwony
- Rakowice
- Ugorek
- Warszawskie
- Wieczysta
- Wiśniowa

## Granice dzielnicy
Dzielnica III Prądnik Czerwony zajmuje obszar ponad 6,4 km kw., czyli niecałe 2% powierzchni łącznej Krakowa. W skład Dzielnicy III Prądnik Czerwony weszły historyczne tereny przede wszystkim Prądnika Czerwonego, Olszy i Rakowic, ale także fragmenty Dąbia, Grzegórzek, Warszawskiego, Prądnika Białego i Górki Narodowej. Poza Dzielnicą pozostały natomiast fragmenty lub nawet spore części Olszy włączone do Dzielnicy II Grzegórzki oraz pól należących niegdyś do wsi Rakowice wraz z terenami dawnego lotniska Kraków-Rakowice-Czyżyny, a także Prądnika Czerwonego, które zostały one włączone do dzielnic, powstałych w miejsce zlikwidowanej w 1991 dzielnicy Nowa Huta – XIV Czyżyny i XV Mistrzejowice. Najbardziej rzucającymi się w oczy granicami Dzielnicy III – można byłoby napisać „naturalnymi”, choć stworzonymi przez człowieka – są linie kolejowe. Częściowo biegną po nasypach, częściowo w zagłębieniu terenu, ale wyznaczają jasne i czytelne granice z Dzielnicami I Stare Miasto, II Grzegórzki i IV Prądnik Biały.
- z Dzielnicą IV graniczy na odcinku – od skrzyżowania linii kolejowej Kraków–Warszawa z kolejową obwodnicą towarową w rejonie ul. Langiewicza w kierunku północno-wschodnim wschodnią stroną linii kolejowej Kraków–Warszawa do przecięcia z granicą m. Krakowa,
- z Dzielnicą XV graniczy na odcinku – od skrzyżowania linii kolejowej Kraków–Warszawa z granicą m. Krakowa (granicą pomiędzy obrębami nr 1 i 21) w kierunku wschodnim granicą północną, a następnie wschodnią działki nr 8 w obrębie nr 21 do przecięcia z ul. Powstańców, dalej na południe wschodnimi granicami działek nr: 306, 20 (obręb 21), północną granicą działki nr 46, wschodnią działki nr 48 i południową działek nr: 46 i 49 (obręb nr 21), (od wschodu obręb nr 5) dochodzi do południowo-wschodniej granicy potoku Sudół (dz. nr 306), dalej południowo-wschodnią granicą potoku Sudół w kierunku południowo-zachodnim do przecięcia z granicą działki nr 62, dalej na południe wschodnimi granicami działek nr: 62, 59, 100, 101/1, 101/4 ,101/6, 101/5 do ul. Reduta, dalej na południe wschodnią stroną ul. Reduta do ul. Krzesławickiej, następnie skręca na zachód i południową stroną ul. Krzesławickiej do zbiegu granic obrębów nr: 21, 5 6 i styku ulicy Krzesławickiej z ulicą Dobrego Pasterza, dalej na zachód południową stroną ul. Dobrego Pasterza do przecięcia się granic obrębów nr: 21, 4 i 6 (rejon budynku nr 191 na ul. Dobrego Pasterza), dalej na południe wschodnią stroną działek nr: 4/5 i 4/6 w obrębie nr 4 (od wschodu graniczy obręb nr 6), dalej skręca na zachód i prowadzi południową stroną działek nr: 4/6, 4/3 i 4/2, dalej na południe wschodnią stroną działki nr 5 do al. gen. Bora- Komorowskiego,
- z Dzielnicą XIV graniczy na odcinku – od al. gen. Bora-Komorowskiego dalej biegnie na południe wschodnią stroną ulicy Akacjowej do przecięcia z granicą północną działki nr 14/223 (obręb nr 4) i dalej granicą tej działki na wschód, południe i zachód, dalej na południe wzdłuż granicy ogródków działkowych w obrębie nr 6, natomiast w obrębie nr 4 wschodnią granicą działek nr: 171/28, 171/46, 171/47, 171/53, 183 i 473/3 do alei Jana Pawła II, przecina al. Jana Pawła II i biegnie południowymi granicami działek nr: (w obrębie nr 4) 475, 476, 477, 481, 482,483, 485, 487, 709, 593, 594, 595, 596, 597, 598, 599, 600, 605, 604, 603, 602 i 601 do ulicy Czyżyńskiej, dalej przecina ul. Czyżyńską do wschodniego narożnika działki nr 28 i biegnie południowo-wschodnią granicą tej działki do działki nr 29/1,
- z Dzielnicą II graniczy na odcinku – od południowego narożnika działki Nr 28 biegnie południową granicą działek Nr: 28, 27, 24 i 23 w kierunku północno-zachodnim do ul. Janusa, dalej w kierunku południowo-zachodnim zachodnią stroną ul. Janusa do działki Nr 29/2 dalej południowo-wschodnią granicą działki Nr 29/2 do styku granic działek Nr 31/1, 29/2 i 29/3, dalej na północny zachód granicą pomiędzy działkami Nr: 30/4, 29/2, a 31/1 (obiekt Policji) i dalej wzdłuż ogrodzenia działki Nr 31/1 w kierunku południowo-zachodnim do południowego narożnika działki Nr 30/5 dalej w kierunku północnym zachodnią granicą działki Nr 30/5 (na działce budynek Nr 115) – w przedłużeniu przecina al. Jana Pawła II i dalej na zachód, północną stroną al. Jana Pawła II do przecięcia z kolejową obwodnicą towarową, dalej na północny zachód, wschodnią stroną kolejowej obwodnicy towarowej do przecięcia z ul. Rakowicką,
- z Dzielnicą I graniczy na odcinku – od skrzyżowania kolejowej obwodnicy towarowej z ul. Rakowicką w kierunku zachodnim, północną stroną kolejowej obwodnicy towarowej do skrzyżowania z linią kolejową Kraków–Warszawa.

## [1]Linki zewnętrzne
- Oficjalny fanpage Rady Dzielnicy III
- Strona Internetowa Dzielnicy III
- Biuletyn Informacji Publicznej. bip.krakow.pl. [zarchiwizowane z tego adresu (2019-06-10)].
- Wyniki wyborów do Rady Dzielnicy w 2014 r.
- Wyniki wyborów do Rady Dzielnicy w 2023 r.]
- Wyniki wyborów do Rady Dzielnicy w 2018 r.
- Wyniki wyborów do Rady Dzielnicy w 2011 r.

1. ↑  Wyniki wyborów do Rad Dzielnic Miasta Krakowa w dniu 10 grudnia 2023 r.- Biuletyn Informacji Publicznej Miasta Krakowa - BIP MK [online], www.bip.krakow.pl [dostęp 2023-12-30].